# Sepp van den Berg
Sepp van den Berg (Zwolle, 2001. december 20. –) holland korosztályos válogatott labdarúgó, a Brentford játékosa.

## Pályafutása

### Klubcsapatokban
A PEC Zwolle korosztályos csapataiban nevelkedett, majd itt lett profi játékos is. 2018. Február 3-án ülhetett első alkalommal le a kispadra a felnőtt csapatban, a PSV Eindhoven ellen. A hónap végén 2020 nyaráig hosszabbított a klubbal. Március 11-én mutatkozott be a Groningen ellen Erik Bakker cseréjeként a második játékrész elején. 2019. június 27-én hivatalos honlapján jelentette be az angol Liverpool, hogy 1.3 millió fontért szerződtette, de ez bizonyos feltételek teljesülése esetén 4.4 millió fontra is nőhet. 2021. február 1-jén kölcsönbe került a szezon hátralévő idejére a Preston North End csapatához. Öt nappal később debütált a bajnokságban a Rotherham United ellen 2–1-re elvesztett találkozón Paul Huntington cseréjeként. Június 21-én meghosszabbították a kölcsönszerződését. Augusztus 24-én megszerezte első gólját a klubban a Morecambe elleni ligakupa-mérkőzésen. 2022. augusztus 30-án a német Schalke 04 csapata vette kölcsönbe. Szeptember 3-án mutatkozott be kezdőként a VfB Stuttgart elleni bajnoki mérkőzésen. 2023. július 13-án a Mainz 05 kölcsönbe szerződtette. 2024. augusztus 22-én az angol Brentford szerződtette.

### A válogatottban
2018. szeptember 8-án mutatkozott be a holland U19-es labdarúgó-válogatott a cseh U19-es labdarúgó-válogatott elleni felkészülési mérkőzésen. November 14-én első gólját is megszerezte az örmény U19-esek ellen.

## Család
Testvére Rav van den Berg a PEC Zwolle labdarúgója.

## Statisztika
2022. október 2-i állapotnak megfelelően.
| Klub             | Szezon           | Bajnokság        | Bajnokság | Bajnokság | Kupa     | Kupa  | Ligakupa | Ligakupa | Nemzetközi | Nemzetközi | Egyéb    | Egyéb | Összesen | Összesen |
| Klub             | Szezon           | Bajnokság        | Mérkőzés  | Gólok     | Mérkőzés | Gólok | Mérkőzés | Gólok    | Mérkőzés   | Gólok      | Mérkőzés | Gólok | Mérkőzés | Gólok    |
| ---------------- | ---------------- | ---------------- | --------- | --------- | -------- | ----- | -------- | -------- | ---------- | ---------- | -------- | ----- | -------- | -------- |
| PEC Zwolle       | 2017–18          | Eredivisie       | 6         | 0         | 0        | 0     | –        | –        | –          | –          | –        | –     | 6        | 0        |
| PEC Zwolle       | 2018–19          | Eredivisie       | 15        | 0         | 1        | 0     | –        | –        | –          | –          | –        | –     | 16       | 0        |
| Összesen         | Összesen         | Összesen         | 21        | 0         | 1        | 0     | 0        | 0        | 0          | 0          | 0        | 0     | 22       | 0        |
| Liverpool        | 2019–20          | Premier League   | 0         | 0         | 1        | 0     | 3        | 0        | 0          | 0          | –        | –     | 4        | 0        |
| Liverpool        | 2020–21          | Premier League   | 0         | 0         | 0        | 0     | 0        | 0        | 0          | 0          | –        | –     | 0        | 0        |
| Liverpool        | 2022–23          | Premier League   | 0         | 0         | 0        | 0     | 0        | 0        | 0          | 0          | –        | –     | 0        | 0        |
| Összesen         | Összesen         | Összesen         | 0         | 0         | 1        | 0     | 3        | 0        | 0          | 0          | 0        | 0     | 4        | 0        |
| Preston          | 2020–21          | EFL Championship | 16        | 0         | 0        | 0     | 0        | 0        | –          | –          | –        | –     | 16       | 0        |
| Preston          | 2021–22          | EFL Championship | 45        | 1         | 1        | 4     | 1        | 0        | –          | –          | –        | –     | 50       | 2        |
| Összesen         | Összesen         | Összesen         | 61        | 1         | 1        | 0     | 4        | 1        | 0          | 0          | 0        | 0     | 66       | 2        |
| Schalke 04       | 2022–23          | Bundesliga       | 4         | 0         | 0        | 0     | –        | –        | –          | –          | –        | –     | 4        | 0        |
| Összesen         | Összesen         | Összesen         | 4         | 0         | 0        | 0     | 0        | 0        | 0          | 0          | 0        | 0     | 4        | 0        |
| Karrier összesen | Karrier összesen | Karrier összesen | 86        | 1         | 3        | 0     | 7        | 1        | 0          | 0          | 0        | 0     | 96       | 2        |